# Ludvika Smrčková
Ludvika Smrčková (23. února 1903, Kročehlavy u Kladna – 20. ledna 1991, Praha) byla česká sklářská výtvarnice, grafička a malířka.

## Život a dílo
Ludvika Smrčková pocházela z rodiny železničního úředníka v Kladně, kde absolvovala reálku a složila maturitu. Její zájem pokračovat na umělecké škole podporoval profesor kreslení a deskriptivní geometrie Stanislav Kulhánek. V letech 1921–1927 studovala na Uměleckoprůmyslové škole v Praze u prof. Vratislava H. Brunnera, Emanuela Dítěte a ve speciálce Františka Kysely. V letech 1921–1924 studovala matematiku a kreslení na FF UK. Po ukončení Uměleckoprůmyslové školy pokračovala ve studiu v letech 1925–1927 na Vysokém učení technickém v Praze.
Zpočátku se věnovala knižní grafice a návrhům knižních vazeb a pracovala jako profesorka na střední škole. Sklu se začala více věnovat až po výstavě dekorativního umění v Paříži, kde získala stříbrnou medaili za broušený pohár. Hned po návratu z Paříže ji požádal o spolupráci karlovarský Moser, v následujícím roce vyhrála soutěž na sokolský sletový pohár. V roce 1927 získala první místo v soutěži Svazu československého díla o design užitkového skla pro výstavu soudobé kultury v Brně návrhem tenkostěnné nápojové soupravy z foukaného skla. Přesto neuspěla s žádostí vyučovat na sklářské škole v Železném Brodě a dále se živila jako profesorka kreslení na různých středních školách.

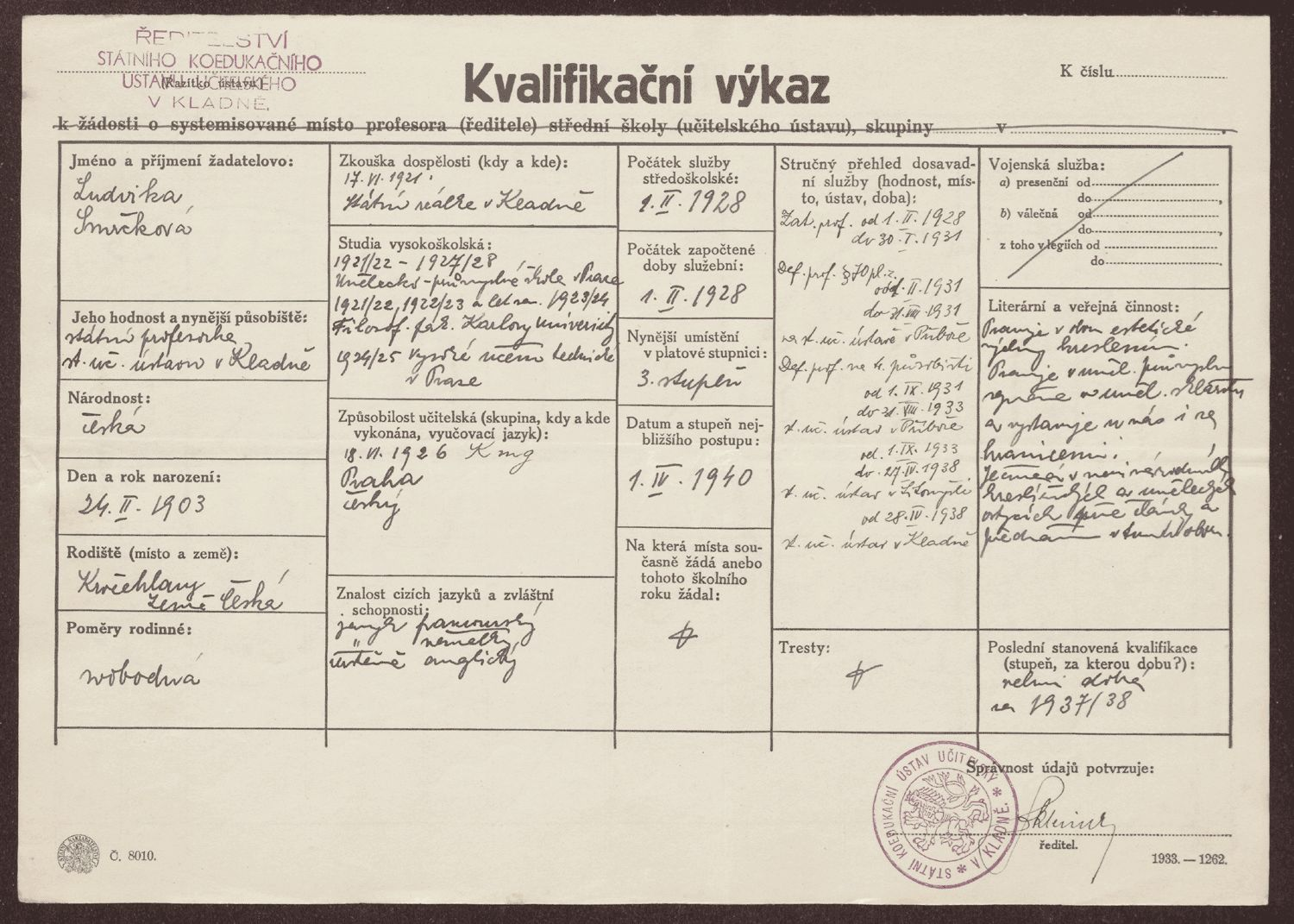
Kvalifikační výkaz Ludviky Smrčkové z let 1928-1938 (SOkA Kladno)

Navštěvovala zahraniční výstavy skla a praxi ve sklárnách se věnovala ve volném čase. Po úspěchu na Světové výstavě roku 1935 odmítla nabídku zřídit vlastní huť a sklářskou školu ve Finsku. V té době se věnovala převážně rytému sklu. Od roku 1936 experimentovala s hutnickým sklem v Rücklově sklárně v Nižboru. Po úspěchu na světové výstavě v Paříži v roce 1937 začala intenzivnější spolupráce s Krásnou jizbou Družstevní práce, kde ocenili jednoduchý a čistý styl jejích návrhů. Smrčková pracovala také v Českomoravských sklárnách v Krásně nad Bečvou, kde vytváří čeřené sklo s bublinkami, různě kolorované a zdobené barevným prachem (1943). Soustavně zkouší přenést do sériové výroby různé způsoby výzdoby, používané dříve jen u děl unikátních, zejména rytinu, lept, leptaný tisk, pískování, kolorování transparentními barvami, perokresbu a jiné.
Během druhé světové války vytvořila nové tvary květinových váz a drobných skleněných doplňků a plaket.
Po znárodnění skláren roku 1948 se stala hlavní designérkou skláren Inwald v Poděbradech (1948–1952) a začala pracovat na plný úvazek jako výtvarnice. Do roku 1958 byla hlavní návrhářkou skla v centrálních ateliérech sklářského a keramického průmyslu v Praze. V roce 1960 opustila místo designérky aby se věnovala vlastní volné tvorbě, zejména rytému sklu a sklu určenému k prezentaci květin na zahradnických výstavách.
Za svoji práci získala mnoho cen, např. zlaté medaile na světových výstavách v Bruselu v roce 1935 a v Paříži v roce 1937. Roku 1963 byla oceněna titulem zasloužilý umělec, roku 1978 se stala národní umělkyní, v roce 1984 pak obdržela i Cenu Antonína Zápotockého. 28. června 1978, u příležitosti 75. narozenin obdržela čestné občanství města Kladna.

## Dílo
Smrčková od roku 1923 vytvořila stovky návrhů všech typů průmyslově vyráběného skla. Nejznámější je její broušené sklo, které se vyznačuje záměrnou jednoduchostí, tektonickou čistotou a překvapivým dekorativním účinkem. Její návrhy realizovala řada předních brusičů skla, zejména Adolf Matura a brusiči sklárny v Kamenickém Šenově. Její volná tvorba, zejména vázy, je určena pro praktické užití.

### Autorské katalogy (výběr)
- Ludvika Smrčková: Výběr ze sklářské tvorby, text Vlk Miloslav, 24 s., Galerie výtvarného umění, Kladno 1985
- Ludvika Smrčková: Výtvarné dílo, text Adlerová Kudělková Königová Alena, Horáková Jaroslava, 12 s., Zámek Kladno 1978
- Ludvika Smrčková: Sklářské dílo 1923 - 1978: K 75. narozeninám, text Adlerová Kudělková Königová Alena, 36 s., SČVU Praha 1978
- Ludvika Smrčková: Ryté sklo 1955 - 1973, text Langhamer Antonín, 24 s., Muzeum skla a bižuterie v Jablonci nad Nisou 1973
- Ludvika Smrčková: Dílo 1923-1963, text Pfaff Ivan, Raban Josef, 12 s., Okresní muzeum, Kladno 1963
- Ludvika Smrčková, text Miloslava Holubová, NČVU Praha 1961
- Ludvika Smrčková: Sklo 1945-1960: Spolupráce s čs. sklářským průmyslem, text Plátek Václav, 12 s., ČFVU Praha 1960
- Ludvika Smrčková: Výstava skla 1923 - 1958, text Pešatová Zuzana, 20 s., Národní technické museum v Praze, pobočka v Jablonci nad Nisou 1958
- Ludvika Smrčková: Květiny, text Melniková Papoušková Naděžda Filaretovna, Trýb Antonín, 12 s., Výstavní síň Ars Melantrich, Praha 1950
- Czechoslovak Exhibition of Glass works of Art by Mrs. Ludvica Smrčková, 12 s., Ministerstvo kultury ČSSR, Praha, nedatováno

### Ostatní
- Alena Adlerová, Contemporary Bohemian Glass, Odeon Praha 1979.
- Adlerová Kudělková Königová Alena a kol., Czechoslovakian Glass 1350-1980, 176 s., The Corning Museum of Glass, Corning 1981.
- Bužgová Rambousková Eva a kol., Tschechische Kunst der 20er und 30er Jahre: Avantgarde und Tradition, XVI + 532 s., Mathildenhöhe Darmstadt 1988.
- Alfons Hannes (mit Beiträgen von Wolfgang Kermer und Erwin Eisch): Die Sammlung Wolfgang Kermer, Glasmuseum Frauenau: Glas des 20. Jahrhunderts; 50er bis 70er Jahre. Schnell & Steiner, München, Zürich, 1989 (= Bayerische Museen; 9) ISBN 3-7954-0753-2, s. 136.
- Ivo Křen, Stálá expozice České sklo, Východočeské muzeum v Pardubicích 2006, s. 37, ISBN 80-86046-91-5.
- Hlaveš Milan a kol., České sklo 1945 - 1980: Tvorba v době mizerie a iluzí, 68 s., Národní galerie v Praze, Uměleckoprůmyslové museum, Praha 2007.
- FROLÍK, František. Osobnosti Kladenska s ukázkami jejich rukopisů. 1. vyd. Nové Strašecí: Jiří Červenka - Gelton, 2015. 281 s. ISBN 978-80-88125-00-6. Kapitola Ludvika Smrčková, s. 196.